# 藍可盈
藍可盈（英文：Christy Nam，1990年5月10日—）是香港無綫電視的新聞從業員，前為港聞組高級記者及翡翠台新聞報道主播。

## 簡歷
2011年加入有線新聞當實習記者，2012年轉投無綫新聞。2014年9月曾經離開，在李兆基的恒基兆業地產當公關半年。
2016年，藍可盈獲晉升為高級記者。
2017年12月31日，首次主持《2017香港大事回顧》，拍檔為潘蔚林，接替原屬的主持人吳璟儁及陳嘉欣。
2018年9月，藍可盈在英國進修告別，其後再重返。現於港鐵任職。

## 軼事
2015年11月10日，有週刊報導藍可盈與同台記者吳璟儁有不為人知的關係，並拍攝到於11月7日凌晨到天水圍密會。新聞部高層袁志偉及黃淑明於當日召開緊急大會。而吳璟儁當晚並沒有主持《晚間新聞》。不過兩人翌年6月27日起卻主持《六點半新聞報道》。
2017年6月有報道指二人再一同主持《晚間新聞》，二人沒表現尷尬，藍可盈更臉露微笑。

## 外部連結
- 藍可盈的Facebook專頁